# Georges de la Falaise
Louis Verrant Gabriel Le Bailly de la Falaise, ook Georges de la Falaise (Luçon, 24 maart 1866 – Parijs, 8 april 1910) was een Frans schermer en graaf.
La Falaise nam deel aan drie edities van Olympische Zomerspelen en won hierin drie gouden medailles. Tevens werd hij zes maal nationaal kampioen in twee verschillende disciplines.

## Palmares
- Olympische Zomerspelen
  - 1900
    -  - Sabel individueel

  - 1906
    -  - Degen team
    -  - Degen individueel

- Frans kampioenschap schermen
  -  - Degen: 1899, 1903
  -  - Sabel: 1900, 1906, 1908, 1909